# Poecilosomella hyalipennis
Poecilosomella hyalipennis är en tvåvingeart som först beskrevs av Walter Leopold Victor Hackman 1965.  Poecilosomella hyalipennis ingår i släktet Poecilosomella och familjen hoppflugor. Inga underarter finns listade i Catalogue of Life.